# ۴۶۶ (خورشیدی)
۴۶۶ چهارصد و شصت و ششمین سال هجری خورشیدی است.